# ويليام غلين (لاعب كريكت)
ويليام غلين (بالإنجليزية: William Glynn)‏ (1846 - 1895 بملبورن في أستراليا) هو لاعب كريكت أسترالي. لعب مع فريق تسمانيا للكريكت.

## وصلات خارجية
- ويليام غلين (لاعب كريكت) على موقع إي آس بي آن كريك إنفو (الإنجليزية)